# Francisco de Peñalosa
Francisco de Peñalosa (Talavera de la Reina, c. 1470 - 1 de abril de 1528) fue un sacerdote y compositor español del Renacimiento.

## Datos biográficos
Nació en Talavera de la Reina alrededor de 1470, aunque algunos investigadores creen que nació entre 1464 y 1468. Se desconoce dónde adquirió sus estudios musicales y sacerdotales.
El 11 de mayo de 1498 fue nombrado capellán y cantor de la capilla del rey Fernando el Católico, puesto que ocupó hasta la muerte de este, en 1516. Su salario aumentó en mayo de 1503 a 30.000 maravedíes, el sueldo más alto pagado a un cantor de la capilla real. A partir de 1511, fue también maestro de música del infante y nieto de los Reyes Católicos, Fernando I de Habsburgo.
En 1506, fue nombrado canónigo de la Catedral de Sevilla, por petición real. Sin embargo, dicho nombramiento fue impugnado porque no residía en la ciudad y pasaron varios años hasta que el litigio se saldó a su favor en 1513. A partir de entonces, compaginó su puesto en la capilla real con el de la catedral sevillana. 
Por un documento fechado el 4 de noviembre de 1517, se sabe por dos breves que Peñalosa se trasladó a Roma para ocupar un puesto en el coro de la capilla del papa León X. El 30 de agosto de 1518, permutó con su amigo Diego de Muros (más tarde, obispo de Oviedo) el puesto de canónigo en Sevilla por un arcedianato en Carmona. Tras la muerte del papa en 1521, se trasladó de nuevo a Sevilla y recuperó la canonjía en la catedral. Estando aquí contribuyó a la formación musical de Cristóbal de Morales, que se encontraba en dicha catedral como niño cantor del coro. Murió el 1 de abril de 1528 en Sevilla, y fue enterrado en la nave de San Pablo de la catedral sevillana.

## Su obra
Peñalosa fue uno de los compositores españoles más famosos de la generación anterior a Cristóbal de Morales. Es además el compositor del que se han conservado un mayor número de composiciones de todos los de su época. Se conservan de él 6 misas completas a cuatro voces, 2 incompletas, una de ellas ferial, unos 25 motetes, 3 lamentaciones, 7 magníficats, 5 himnos y 11 composiciones seculares con texto en castellano.
A continuación, se detallan las obras conservadas de Francisco de Peñalosa. Los códigos de la columna "Fuentes musicales" se especifican más abajo. Los de la columna "Grabaciones" se especifican en la sección "Discografía".
| N.º                                                     | Obra                                                           | Voces | Forma musical | Fuentes musicales                                | Grabaciones                                      | Comentarios |
| Obras seculares                                         |                                                                |       |               |                                                  |                                                  | |
| ------------------------------------------------------- | -------------------------------------------------------------- | ----- | ------------- | ------------------------------------------------ | ------------------------------------------------ | --- |
| 1                                                       | Alegraos, males esquivos                                       | 3     | villancico    | CMP                                              | TAL                                              | |
| 2                                                       | A tierras agenas                                               | 3     | villancico    | CMP                                              | CMU, BIN, TAL                                    | |
| 3                                                       | De mi dicha no se spera                                        | 3     | villancico    | CMP                                              | TAL                                              | |
| 4                                                       | El triste que nunca os vio                                     | 3     | villancico    | CMP                                              | GIS, BIN, EGB, RON, TAL                          | |
| 5                                                       | Lo que mucho se desea                                          | 2     | villancico    | CMP                                              | TAL                                              | |
| 6                                                       | Los braços traygo cansados                                     | 3     | villancico    | BAR                                              | LCT, LTB                                         | |
| 7                                                       | Niña, erguideme los ojos                                       | 3     | villancico    | CMP                                              | TAL                                              | |
| 8                                                       | Por las sierras de Madrid                                      | 6     | canción       | CMP                                              | GIS, BIN, REY, CMM, GOT, HES, SEM, KSH, CIB, TAL | Ensalada en la que se cantan a la vez cuatro refranes tradicionales de diferentes canciones y una frase final en latín.                          |
| 9                                                       | Pues vivo en perder la vida                                    | 3     | villancico    | CMP                                              | TAL                                              | |
| 10                                                      | Que dolor más me doliera                                       | 3     | villancico    | CMP                                              | TAL                                              | |
| 11                                                      | Tú que vienes de camino                                        | 3     | canción       | CMP                                              | TAL                                              | Incompleta. |
| Obras religiosas                                        |                                                                |       |               |                                                  |                                                  | |
| Motetes                                                 |                                                                |       |               |                                                  |                                                  | |
| 12                                                      | Única est columba mea                                          | 3     | motete        | TZ2                                              | PCA, PEC, NYP                                    | |
| 13                                                      | Nigra sum sed formosa                                          | 3     | motete        | TZ2                                              | PCA, SON, PEC                                    | |
| 14                                                      | Adoro te, Domine Iesu Christe                                  | 3     | motete        | TZ2                                              | PCA, VEL                                         | |
| 15                                                      | Ne reminiscaris, Domine                                        | 3     | motete        | TZ2                                              | PCA, COL, GOT                                    | |
| 16                                                      | Sancta María, succurre miseris                                 | 3     | motete        | TZ2                                              | PCA, GOT, PEC, NYP                               | |
| 17                                                      | Pater noster qui es in caelis                                  | 4     | motete        | TZ2, TOL                                         | PCA, CMM, FIG, TAL                               | |
| 18                                                      | Emendemus in melius                                            | 4     | motete        | TZ2, TOL                                         | PCA, PEO                                         | |
| 19                                                      | Sancta mater, istud agas                                       | 4     | motete        | TZ2, TOL, SEV, BAR, GUA                          | TOR, PCA, COL, REN, CAB, HIL, PEO, CSY           | En la fuente BAR se atribuye erróneamente a Josquin Des Pres.                                                                                    |
| 20                                                      | Ave, verum corpus natum                                        | 4     | motete        | TZ2                                              | PCA, COL, PEO                                    | |
| 21                                                      | O decus virgineum                                              | 4     | motete        | TZ2                                              | FIG                                              | |
| 22                                                      | Inter vestibulum ac altare                                     | 4     | motete        | TZ2, TOL                                         | PCA, VEL, HIL, PEO                               | |
| 23                                                      | O domina sanctissima                                           | 4     | motete        | TZ2, TOL                                         | PCA, REN, MAJ, FIG, PEC                          | |
| 24                                                      | Precor te, Domine                                              | 4     | motete        | TZ2, BAR, TOL                                    | PCA, COL, GOT                                    | |
| 25                                                      | Deus, qui manus tuas                                           | 4     | motete        | TZ2                                              | PCA, PEO                                         | |
| 26                                                      | Domine Iesu Christe qui neminem                                | 4     | motete        | TZ2                                              | PCA                                              | |
| 27                                                      | O domine, secundum actum meum                                  | 4     | motete        | TZ2                                              | PCA                                              | |
| 28                                                      | In passione positus Iesus                                      | 4     | motete        | TZ2, COI                                         | PCA                                              | |
| 29                                                      | Ave, vera caro Christi                                         | 4     | motete        | TZ2, CML                                         | PCA, COL, CMM, PEO                               | |
| 30                                                      | Ave, vere sanguis dommi                                        | 4     | motete        | TZ2, COI, CML                                    | PCA, PEO                                         | |
| 31                                                      | Ave, regina caelorum                                           | 4     | motete        | TZ2                                              | PCA, COL, REN, PEC                               | |
| 32                                                      | Tribularer, si nescirem                                        | 4     | motete        | BAR, TOL                                         | PCA                                              | |
| 33                                                      | Memorare, piissima opprobria                                   | 4     | motete        | BAR, TOL, COI, SC1, SEV, T23, C32                |                                                  | Autoría dudosa. Las fuentes SC1, SEV y T23 se lo atribuyen a Pedro de Escobar, y la fuente TOL se lo atribuye a Peñalosa.                        |
| 34                                                      | Versa est in luctum                                            | 4     | motete        | TOL                                              | PCA, ORL, PEO                                    | |
| 35                                                      | O bone Iesu, illumina                                          | 4     | motete        | BAR, CMS, ORF, COI, T23, C32, C48, C53, VEN, CML | MUN, SCH, CPE                                    | Autoría dudosa. La fuente BAR se lo atribuye a "Penyalosa"; la CMS, a Juan de Anchieta; la T23, a Antonio de Ribera, y la VEN, a Loyset Compère. |
| 36                                                      | Transeúnte Domino Iesu                                         | 5     | motete        | TZ2                                              | PCA, TAL                                         | |
| 37                                                      | Domine Jesu Christe qui hora diei                              | 4     | motete        | CMS, SEV, T23, TZ5, VAL, COI, C32, CML           | COL, CPE, VIA                                    | Autoría dudosa. Las fuentes CMS y SEV lo atribuyen a Juan de Anchieta, y la fuente TZ5, a Peñalosa.                                              |
| Magnificat                                              |                                                                |       |               |                                                  |                                                  | |
| 38                                                      | Magnificat primi toni                                          | 4     | Magnificat    | TZ2, COI, CML                                    |                                                  | |
| 39                                                      | Magnificat tertii toni                                         | 4     | Magnificat    | TZ2                                              | PEC                                              | |
| 40                                                      | Magnificat quarti toni I                                       | 4     | Magnificat    | TZ2                                              | HIL                                              | |
| 41                                                      | Magnificat quarti toni II                                      | 4     | Magnificat    | TZ2                                              |                                                  | |
| 42                                                      | Magnificat sexti toni                                          | 4     | Magnificat    | TZ2                                              |                                                  | |
| 43                                                      | Magnificat octavi toni I                                       | 4     | Magnificat    | TZ2                                              |                                                  | |
| 44                                                      | Magnificat octavi toni II                                      | 4     | Magnificat    | TZ2                                              | PEC                                              | |
| Lamentaciones                                           |                                                                |       |               |                                                  |                                                  | |
| 45                                                      | Aleph: Quomodo obscuratum est                                  | 4     | lamentación   | T23                                              |                                                  | |
| 46                                                      | Aleph: quomodo obtexit caligine                                | 4     | lamentación   | T23                                              | NYP                                              | |
| 47                                                      | Et factum est postquam                                         | 4     | lamentación   | T23                                              | NYP                                              | |
| Himnos                                                  |                                                                |       |               |                                                  |                                                  | |
| 48                                                      | Sanctorum meritis                                              | 4     | himno         | T23                                              |                                                  | |
| 49                                                      | Iste confessor (O lux beata trinitas)                          | 4     | himno         | T23                                              |                                                  | |
| 50                                                      | Quae te vicit clementia (2a estrofa de: Jesu nostra redemptio) | 4     | himno         | T23                                              | CMM                                              | |
| 51                                                      | Sacris solemniis                                               | 4     | himno         | T23                                              | WES                                              | |
| 52                                                      | Gloria laus et honor                                           | 4     | himno         | TZ5                                              |                                                  | |
| Misas y partes de la misa                               |                                                                |       |               |                                                  |                                                  | |
| 53                                                      | Misa Ave María peregrina                                       | 4     | misa          | T23                                              | WES, TAL                                         | Es la única de las misas de Peñalosa compuesta sobre temas gregorianos.                                                                          |
| 54                                                      | Misa El ojo                                                    | 4     | misa          | T23, COI                                         | PEO                                              | |
| 55                                                      | Misa Nunca fue pena mayor                                      | 4     | misa          | T23                                              | BIN, CMM, WES, CAP                               | Compuesta sobre la melodía de la obra del mismo nombre que se halla en el Cancionero de Palacio, debida a Juan de Urrede.                        |
| 56                                                      | Misa Por la mar                                                | 4     | misa          | T23                                              |                                                  | |
| 57                                                      | Misa L'homme armé                                              | 4     | misa          | T23                                              | ORL (Credo), NYP (Gloria, Credo, Agnus Dei)      | |
| 58                                                      | Misa Adieu mes amours                                          | 4     | misa          | T23                                              |                                                  | |
| 59                                                      | Kyrie, Sanctus, Agnus Dei                                      | 4     | misa          | TZ5                                              |                                                  | Misa ferial incompleta. |
| 60                                                      | Gloria, Credo                                                  | 4     | misa          | T23                                              |                                                  | Misa incompleta. |
| 61                                                      | Kyrie                                                          | 3     | Kyrie         | ORF                                              |                                                  | |
| 62                                                      | Kyrie                                                          | 4     | Kyrie         | TZ5                                              |                                                  | |
| 63                                                      | Kyrie in feriis                                                | 4     | Kyrie         | TZ5                                              |                                                  | Autoría dudosa. Atribuido a Diego Montes o a Peñalosa.                                                                                           |
| Otras obras de autoría dudosa o atribuidas erróneamente |                                                                |       |               |                                                  |                                                  | |
| --                                                      | Sicut cervus                                                   | 2     | tractus       | TZ5                                              |                                                  | En la fuente TZ5 se atribuye a Peñalosa, pero en realidad es parte de una misa de difuntos compuesta por Johannes Ockeghem.                      |
| --                                                      | Qui expansis                                                   |       |               | TZ5                                              |                                                  | |
| --                                                      | Qui prophetice                                                 |       |               | TZ5                                              |                                                  | |
| --                                                      | Christus Dominus factus est                                    |       |               | TZ5                                              |                                                  | |

Estas obras se encuentran en las siguientes fuentes:
Manuscritos:
- BAR - Barcelona, Biblioteca de Catalunya, Ms 454 (Cancionero de Barcelona) (E-Bbc 454)
- ORF - Barcelona, Orfeó Catalá, ms. 5 (E-Boc 5)
- COI - Coimbra, Biblioteca Geral da Universidade, MS M.12 (P-Cug M.12)
- C32 - Coimbra, Biblioteca Geral da Universidade, MS M.32 (P-Cug M.32)
- C48 - Coimbra, Biblioteca Geral da Universidade, MS M.48 (P-Cug M.48)
- C53 - Coimbra, Biblioteca Geral da Universidade, MS M.53 (P-Cug M.53)
- GUA - Guatemala, Archivo de música de la Catedral, Ms. 4 (GCA-Gc4)
- CML - Lisboa, Biblioteca Nacional Colecçāo Dr. Ivo Cruz, MS 60 (Cancionero de Lisboa) (P-Ln Res C.I.C. 60)
- CMP - Madrid, Biblioteca Real, MS II - 1335 (Cancionero de Palacio) (E-Mp 1335)
- CMS - Segovia, Catedral, Archivo Capitular, s.s. (Cancionero de Segovia) (E-SE s.s)
- SEV - Sevilla, Catedral Metropolitana, Biblioteca Capitular y Colombina, Ms. 5-V-20 (E-Sc 5-V-20)
- SC1 - Sevilla, Catedral Metropolitana, Biblioteca Capitular y Colombina, Ms. 1 (E-Sc 1)
- TZ2 - Tarazona, Archivo Capitular de la Catedral, ms. 2 (E-TZ 2)
- T23 - Tarazona, Archivo Capitular de la Catedral, ms. 2/3 (E-TZ 2/3)
- TZ5 - Tarazona, Archivo Capitular de la Catedral, ms. 5 (E-TZ 5)
- TOL - Toledo, Biblioteca Capitular de la Catedral Metropolitana, MS B. 21 (E-Tc 21)
- VAL - Valladolid, Catedral Metropolitana, Archivo de Música MS 5 (E-Vp 5)

Libros impresos:
- VEN - 1519 - Motetti de la corona. Libro tertio. Venecia, O. Petrucci

## Discografía
- 1955 - [CMU] Music of the Renaissance. Collegium Musicum, Krefeld. Robert Haas. Vox Pl 8120 (LP).
- ???? - [GIS] La música en la Corte de los Reyes Católicos. Ars Musicae de Barcelona, Coro Alleluia. Enrique Gispert. MEC 1001
- 1976 - [MUN] The Art of the Netherlands. Early Music Consort of London. David Munrow.
- 1981 - [BIN] Peñalosa: Missa Nunca fue pena mayor, Chansons / Cabezón: Tiento du 5º ton, Pange Lingua. Ensemble Gilles Binchois. Auvidis Disque AV 4952 (LP)
- 1987 - [REY] Ramillete de Cantigas, Villancicos, Ensaladas, Romances, Glosas, Tonos e otros Entretenimientos. Grupo Sema. Pepe Rey. Discos Oblicuos DO 0003.
- 1987 - [TOR] Polifonia Sacra nel Rinascimiento spagnolo. Corale Universitaria di Torino. Darío Tabia. Bongiovanni GB 1905-1975
- 1989 - [HIL] Sacred and Secular Music from six centuries. The Hilliard Ensemble. Hyperion Helios CDH 55148.
- 1989 -  [TAL] Francisco De Peñalosa. La Música En La Era Del Descubrimiento. Volumen Quinto. Taller Ziryab. Dial Discos CAL-5021
- 1991 - [PCA] Peñalosa: Complete Motets. Pro Cantione Antiqua. Bruno Turner. Hyperion 66574.
- 1991 - [HIE] Spanish and Mexican Renaissance Vocal Music. Music in the Age of Columbus / Music in the New World. The Hilliard Ensemble. Virgin Edition 61394 (2 CD).
- 1991 - [HES] El Cancionero de Palacio, 1474-1516. Música en la corte de los Reyes Católicos. Hespèrion XX. Jordi Savall. Astrée (Naïve) ES 9943.
- 1992 - [WES] Francisco de Peñalosa: Missae Ave Maria peregrina, Nunca fue pena mayor. Westminster Cathedral Choir. James O'Donnell. Hyperion 66629.
- 1992 - [SEM] Por las sierras de Madrid. Grupo Sema. Pepe Rey. SGAE.
- 1993 - [GOT] The Voice in the Garden. Spanish Songs and Motets, 1480-1550. Gothic Voices. Christopher Page. Hyperion 66653.
- 1994 - [REN] Ave Maris Stella. Music to the Blessed Virgin from Seville Cathedral (c.1470-1550). Orchestra of the Renaissance. Richard Cheetham. Almaviva 0115.
- 1995 - [MAJ] Grand Tour: Music from 16th and 17th century Italy, Spain, and Germany. His Majestys Sagbutts and Cornetts. Hyperion CDA66847.
- 1996 - [EGB] Sola m'ire. Cancionero de Palacio. Ensemble Gilles Binchois. Dominique Vellard. Virgin Veritas 45359.
- 1997 - [CMM] Court and Cathedral. The two worlds of Francisco de Peñalosa. Concentus Musicus Minnesota. Arthur Maud. Meridian 84406.
- 1998 - [LCT] Roncevaux: "Échos d'une bataille". Évocation musicale de la "Chanson de Roland". Ensemble "Lachrimae Consort", Ensemble vocal "La Trulla de Bozes". Philippe Foulon. Mandala MAN 4953.
- 1998 - [RON] Sephardic Journey. Spain and the Spanish Jews. La Rondinella. Dorian DOR 93 171.
- 1998 - [VEL] Pedro de Escobar: Requiem. Ensemble Gilles Binchois. Dominique Vellard. Virgin Veritas 45328.
- 1999 - [LTB] Roncevaux: Échos d'une Bataille. Ensemble Lachrimae Consort. Ensemble Vocal La Trulla de Bozes
- 2000 - [CAP] Nunca fue pena mayor. Música Religiosa en torno al Papa Alejandro VI. Capella de Ministrers y Cor de la Generalidad Valenciana. Carles Magraner. Auvidis Ibèrica (Naïve) AVI 8026.
- 2000 - [CAB] Anchieta: Missa Sine Nomine / Salve Regina. Capilla Peñaflorida, Ministriles de Marsias. Josep Cabré. Naxos 8.555772.
- 2000 - [KSH] Fire-Water. The Spirit of Renaissance Spain. King' Singers. The Harp Consort. Andrew Lawrence-King
- 2000 - [VIA] Música Sacra en la época de Carlos V. Capilla Príncipe de Viana. Àngel Recasens. Clara Vox - Àudiovisuals 5.1734
- 2002 - [ORL] The Toledo Summit. Early 16th c. Spanish and Flemish Songs and Motets. Orlando Consort. Harmonia Mundi USA 907328.
- 2002 - [SON] Song of Songs. The Song Company. Ronald Peelman. Celestial Harmonies 13199.
- 2004 - [COL] Peñalosa: Un Libro de Horas de Isabel La Católica. Odhecaton. Paolo Da Col. Bongiovanni 5623.
- 2004 - [FIG] Escobar: Missa in Granada, 1520. Ensemble Cantus Figuratus. Dominique Vellard. Christophorus 77263.
- 2004 - [SCH] Música litúrgica en tiempos de Isabel la Católica. Schola Gregoriana Hispana, Coral "Ciudad de Granada", Ensemble La Danserye, Coro "Manuel de Falla" de la Universidad de Granada. Universidad de Granada. AMB-04004-CD
- 2005 - [CPE] Juan de Anchieta: Missa Rex Virginum - Motecta. Capilla Peñaflorida. Josep Cabré. K 617
- 2006 - [CIB] La Spagna. Felipe I El Hermoso. Mecenas de la música europea. Camerata Iberia. Juan Carlos de Mulder. Open Music BS 059 CD
- 2006 - [PEO] Francisco de Peñalosa: Missa El Ojo - Motetten. Peñalosa-Ensemble. Organum Classics Ogm 261081
- 2008 - [CSY] Stella del nostro mar. Past and present reflections of the Marian inspiration. Cantica Symphonia. Glossa 31905.
- 2019 - [NYP] Francisco de Peñalosa: Lamentationes. New York Polyphony. BIS BIS2407
- 2021 - [PEC] Marianische Musik aus Spanien. Peñalosa-Ensemble. CPO 555 398-2